# Nieuwe Teertuinen 33
Nieuwe Teertuinen 33 was een huis aan de Nieuwe Teertuinen in Amsterdam-Centrum.
Het huisje is inmiddels gesloopt, maar een houtsnede uit het pand is bewaard gebleven in de collectie van Amsterdams Historisch Museum.
De houtsnede, die boven de toegangsdeuren te zien was, liet een galei zien met bolle zeilen varend op woest water. Het kunstwerk vormde de aanduiding van dit gebouw in de tijd dat Amsterdam nog geen straatnamen en/of straatnummers had. Je werd dan verwezen naar de "Roode Galy" aan de Teertuinen. Het gevelelement werd beschreven door:
- Jacob van Lennep en J. ter Gouw, ze noemden het in de De Uithangteekens uit 1868 Een der fraaisten uithangborden van dien aard (bedoelend op de scheepsbouw
- Gerrit van Arkel en Adriaan Willem Weissman noemden het in de Noord-Hollandsche Oudheden" (Koninklijk Oudheidkundig Genootschap uit 1900): een bijzonder fraai in hout gesneden reliëf , dat een galei voorstelt
- De Courant/Nieuws van de Dag meldde op 23 december 1906 nog dat het te zien was en dat het toen recent nog geschilderd was.[2]

In 1913 heeft het blad Amstelodanum nog een onderzoek gedaan naar de geschiedenis van het gebouw en het bleek dat Nicolaas van der Heyden hier enige tijd gewoond heeft. Hij, broer van schilder en uitvinder Jan van der Heyden, moest dit huis betrekken vanwege zijn vrouw. Zij, telg uit de familie Vollenhove, had grond verkregen aan de Sloterdijkschesloot onder de voorwaarden dat zij haar teerhandel alleen mocht exploiteren als zij ook in de buurt ging wonen. Nicolaes en Jan zouden hier regelmatig de door hun uitgevonden slangbrandspuit uittesten totdat Jan opzichter bij de brandweer in Amsterdam werd. In de woning werden toen door de Amstelodanum-medewerker nog paneeltjes aangetroffen met de jaargetijden. Toen een medewerker van het Algemeen Handelsblad een jaar later langs liep voor een artikel omtrent de verdubbeling van het spoor van de Spoorlijn Amsterdam - Rotterdam hier, troffen ze een "aantal wankele huisjes, die elkander steunen in den voortdurenden dreun der voorbijrijdende treinen" aan. Het gebouw kwam daarbij nauwelijks boven de boogviaducten uit (later Tussen de Bogen). Het AH noemde het "wrakke huisje". Het huisje zou dan ook rond die tijd gesloopt worden in verband met verbreding van de sporen. Voordat het verdween legden zowel Jacob Olie als George Hendrik Breitner het gebouw nog vast in een overzichtsfoto van de Eilandsgracht. Breitner maakte er ook een houtkooltekening van, die bewaard wordt in het Rijksmuseum.

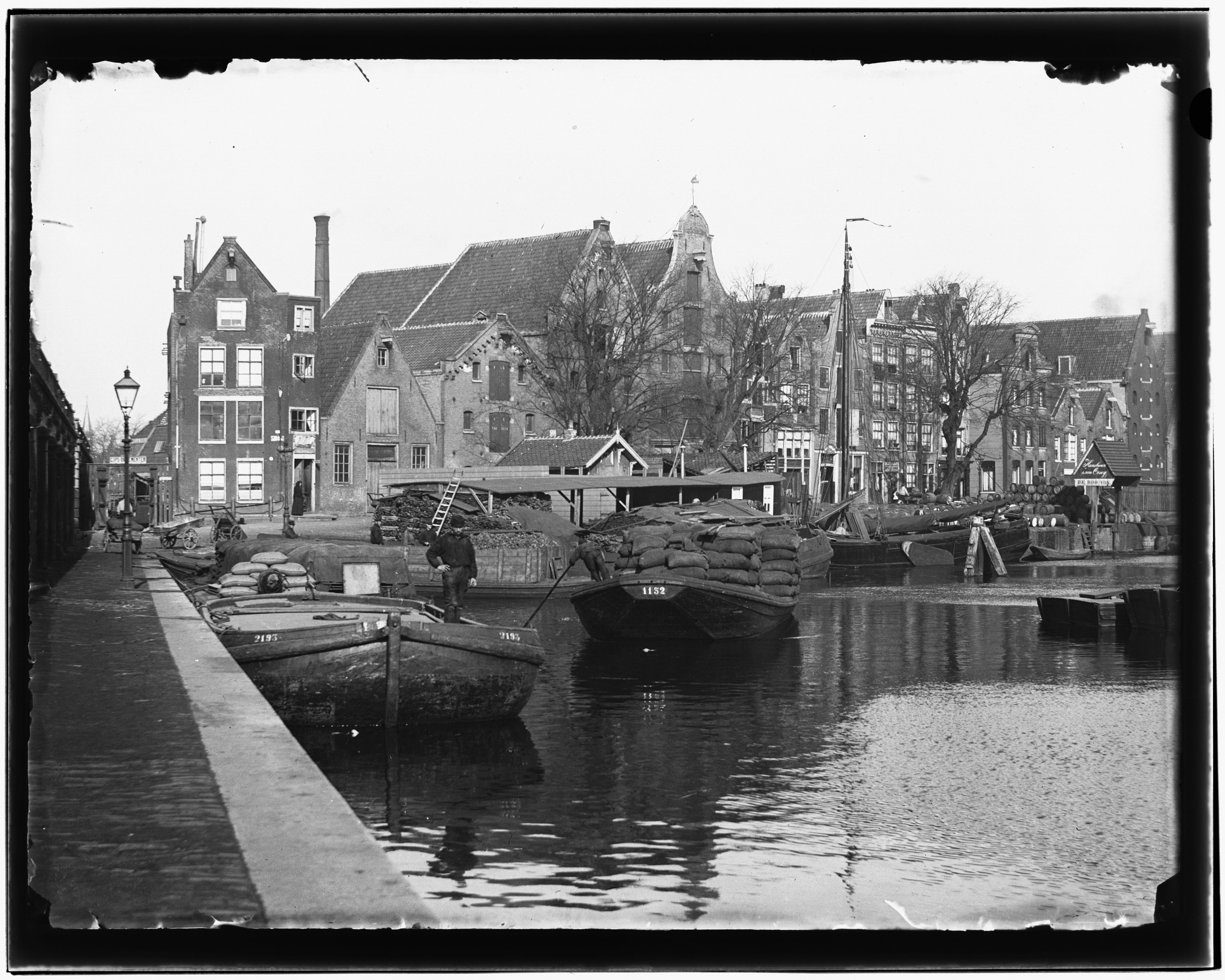
Jacob Olie (1893)
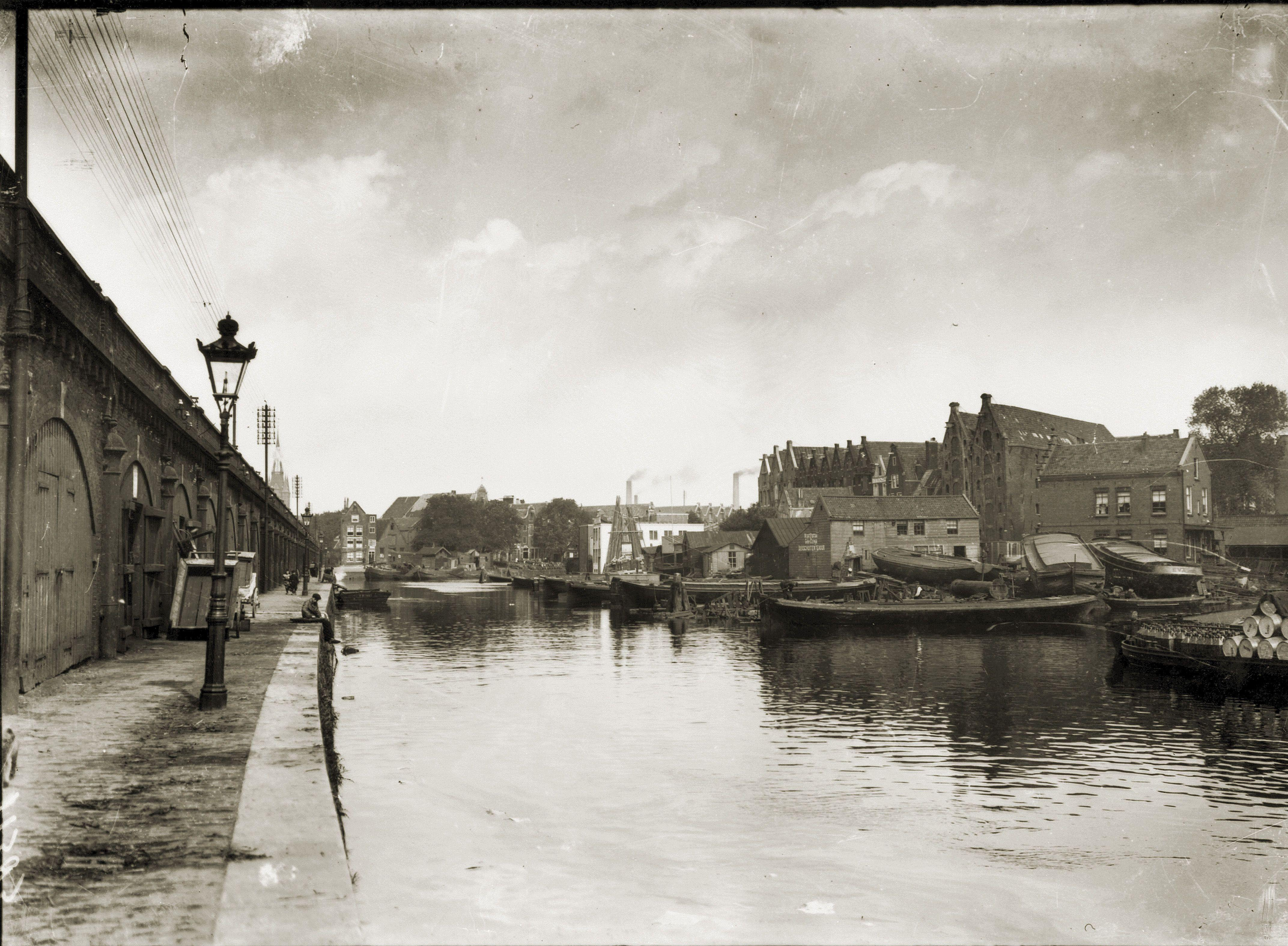
Breitner (1906/1907)